# Fèlix Aytes
Pour les articles homonymes, voir Aytes.
 (décembre 2019).
Fèlix Aytes fut un religieux et politicien catalan.. Il était curé à Agramunt (Urgell) quand il a été élu député au Parlement de Cadix le 18 septembre 1810 à la suite de la démission pour des raisons de santé du titulaire, Joan Antoni Desvalls et de Ardena, sixième marquis de Llupià.
Sans exceller par sa contribution personnelle aux séances du Parlement, il fit néanmoins partie de la Commission d'Exploitation agricole et de la Commission d'Agriculture, avant d'être remplacé par le député majorquin Guillem Moragues. Il était partisan de conserver l'Inquisition (abolie par la Constitution de Bayonne), et conjointement avec tous les députés catalans signa en faveur du maintien. Il est un des signataires de la Constitution espagnole de 1812 et fut député suppléant au Parlement Ordinaire de 1813.